# Stenopodidae
Stenopodidae (Claus, 1872) é uma família de crustáceos decápodes pertencentes à infraordem Stenopodidea.

## Taxonomia
A família Stenopodidae inclui os seguintes géneros:
- Juxtastenopus Goy, 2010
- Odontozona Holthuis, 1946a
- Richardina A. Milne-Edwards, 1881a
- Stenopus Latreille, 1819